# Christopher Blom Paus

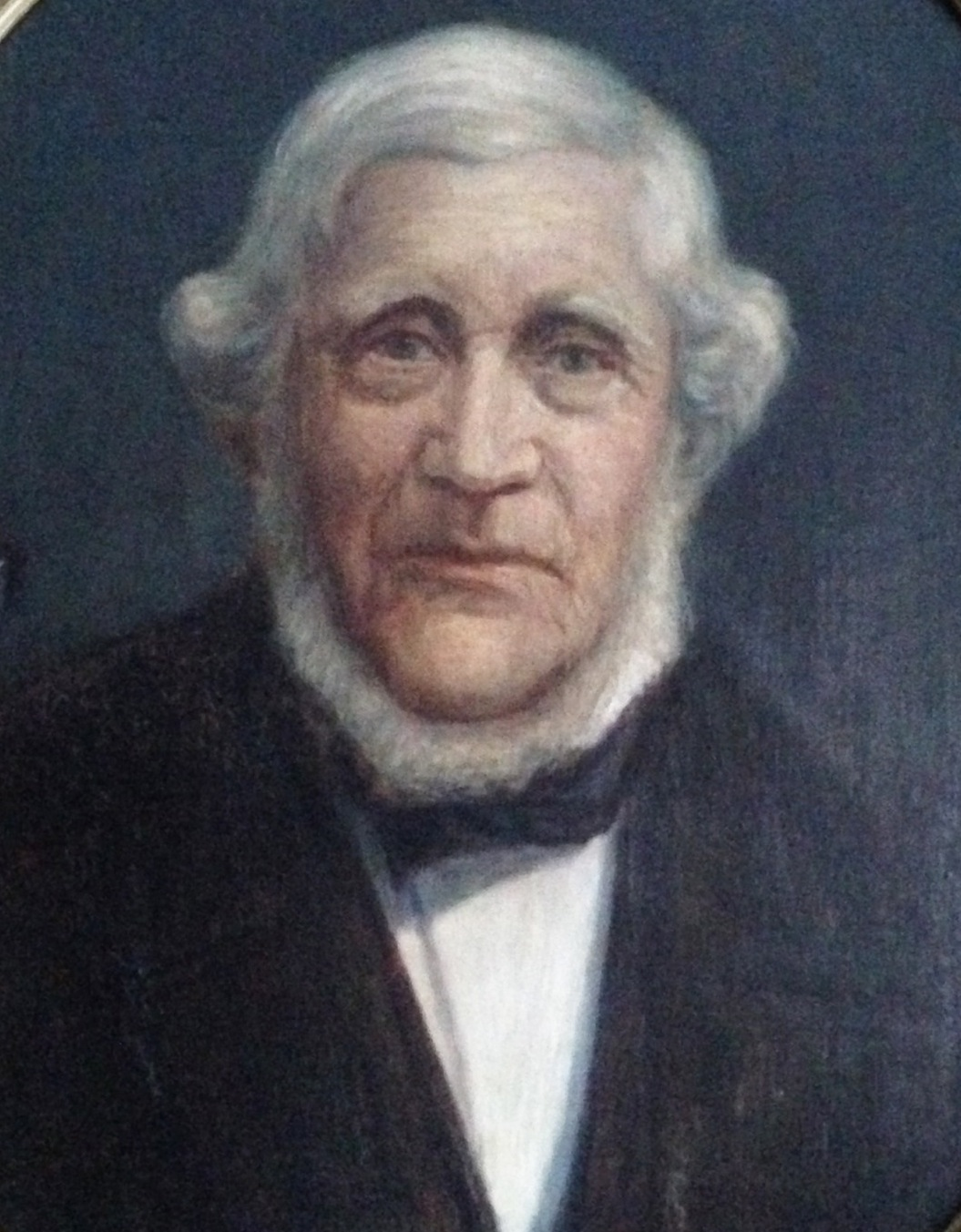
Christopher Blom Paus

Christopher Blom Paus (* 8. Oktober 1810 auf Rising in Gjerpen (heute Skien); † 28. Oktober 1898 in Christiania) war ein norwegischer Kaufmann, Reeder und Bankdirektor aus Skien, und Onkel Henrik Ibsens.

## Leben

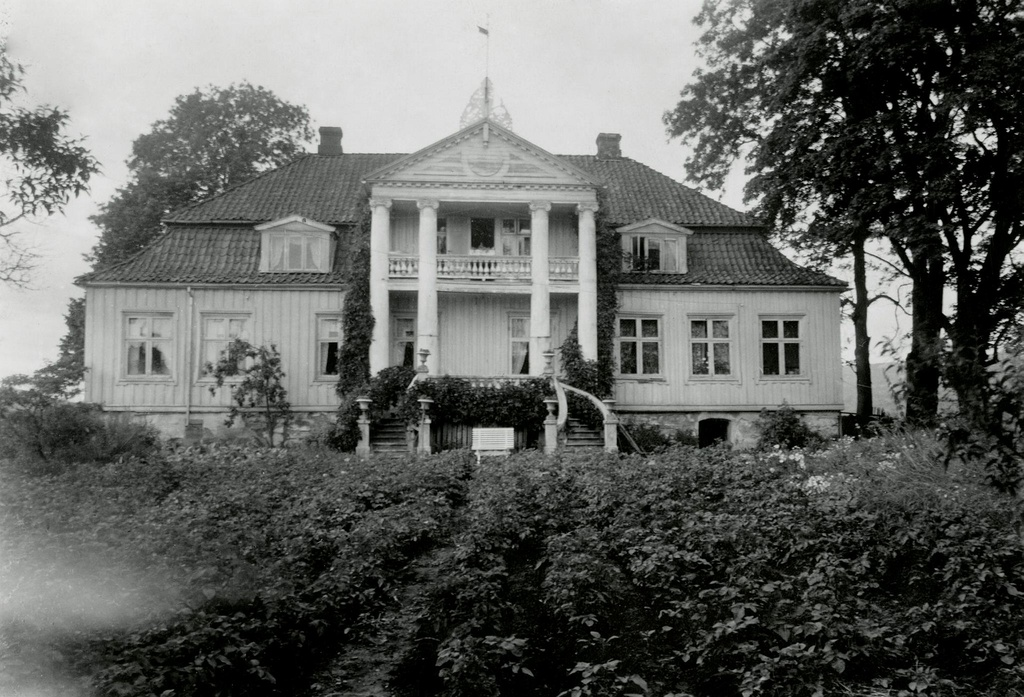
Gut Rising bei Skien

Christopher Blom Paus gehörte der Familie Paus an und wuchs auf dem Gut Rising in Gjerpen auf. Er war der jüngste Sohn des Kapitäns und Reeders Ole Paus (1766–1855) und der Johanne Plesner (1770–1847). Der Vater war ein Nachkomme einer Reihe von Juristen und Geistlichen in Øvre Telemark und war in den 1770er Jahren als Kind von Lårdal nach Skien gezogen und im Haus des Verwandten Christopher Blom aufgenommen worden, der ihn im Seefahrerberuf ausbildete. Ole Paus erhielt 1788 das Bürgerrecht von Skien. Seine Mutter Johanne Plesner war in ihrer ersten Ehe mit dem Kapitän Henrich Ibsen verheiratet gewesen, der 1797 bei einem Schiffsunglück starb. Im Jahr 1800 ließen sich seine Eltern auf Rising in Gjerpen nieder, nachdem sie das Ibsenhaus in Løvestrædet verkauft hatten, das ihrem ersten Ehepartner gehört hatte.
Im Gegensatz zu seinen beiden älteren Brüdern Christian Cornelius Paus und Henrik Johan Paus, die Juristen wurden, folgte Christopher Blom Paus seinem Halbbruder Knud Ibsen ins Geschäftsleben. Er begann seine berufliche Laufbahn im Geschäft des Halbbruders als dieser sich 1825 als Kaufmann in Skien niederließ. Er lebte in den 1820er Jahren in Stockmanngården mit seinem Halbbruder und seiner Cousine Marichen Altenburg, die miteinander verheiratet waren; dort wurde 1828 sein Neffe Henrik Ibsen geboren. Nach einigen Jahren als Angestellter seines Bruders arbeitete Christopher Blom Paus von Ende der 1820er Jahre bis 1836 für den ebenfalls verwandten Kaufmann Christopher Hansen Blom, der Skiens führender Kaufmann wurde. Christopher Blom Paus legte am 3. Dezember 1836 die Handelsprüfung ab und erhielt am 5. Dezember desselben Jahres das Bürgerrecht von Skien als Kaufmann. Christopher Blom Paus begann als Großhändler und konzentrierte sich schließlich hauptsächlich auf das Schifffahrtsgeschäft und wurde einer der führenden Reeder von Skien. Ole Paus Ibsen, Henrik Ibsens jüngerer Bruder, arbeitete als Schiffsoffizier auf einem seiner Schiffe.

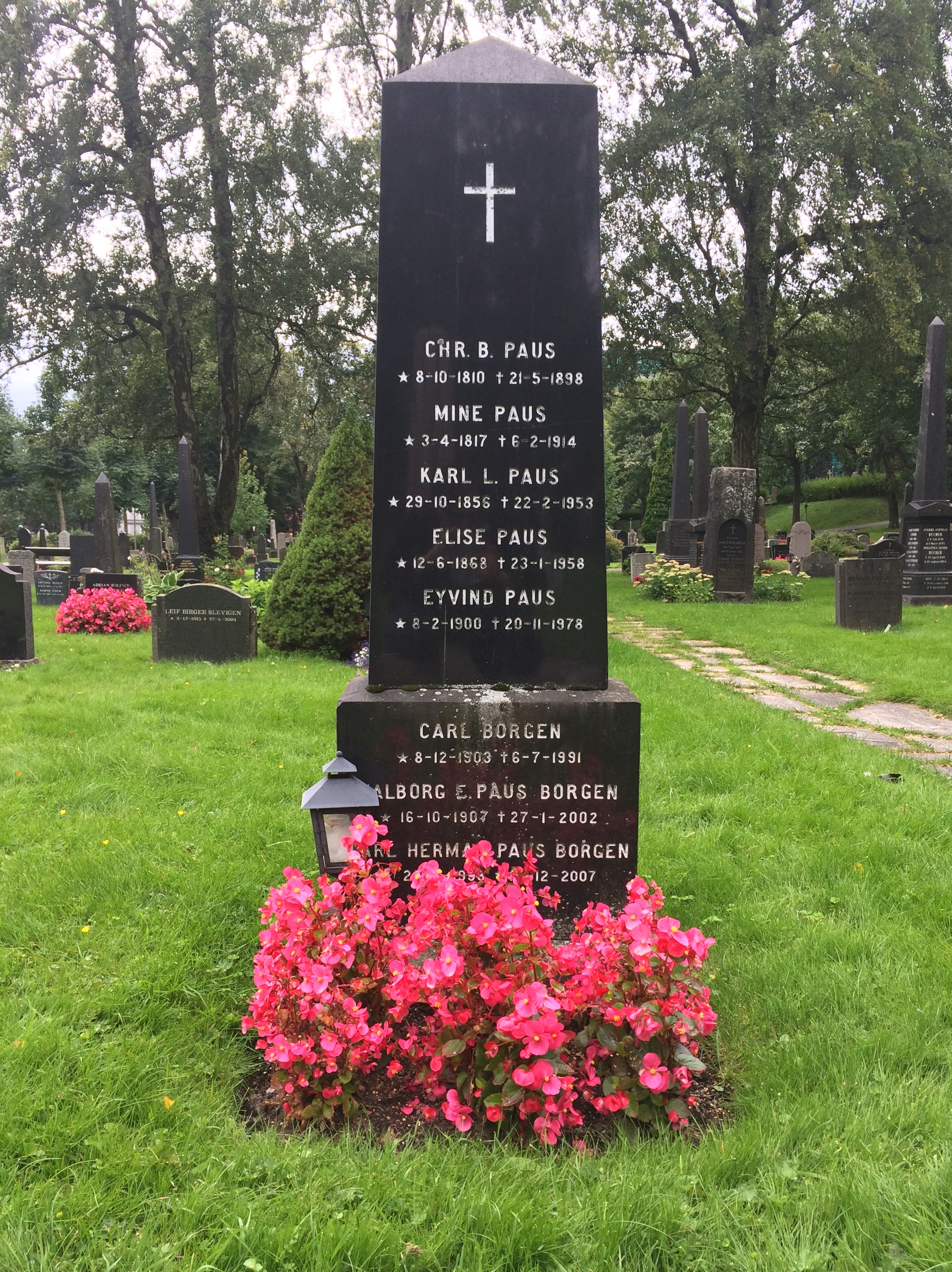
Grab auf Vår Frelsers Gravlund

Er hatte eine Reihe von öffentlichen Positionen inne und war Vorstandsvorsitzender der Skiens Sparebank. Er besaß auch das Haus in Snipetorp, in dem die Familie Ibsen nach den wirtschaftlichen Problemen seines Bruders ab 1843 lebte. Seine drei Söhne Ole (1846–1931), Christian und Karl L. Paus (* 1853) wurden wohlhabende Stahlindustrielle in Christiania. Nach dem großen Brand in Skien 1886 zog Christopher Blom Paus selbst in die Hauptstadt.
Christopher Blom Paus war ein Großvater des Stahlgroßhändlers Christopher Blom Paus (* 1878), des Konsuls Thorleif Paus (1881–1976), des schwedischen Gutsbesitzers Herman Paus (1897–1983), der mit Leo Tolstois Enkelin Gräfin Tanja Tolstoy-Paus verheiratet war, und des Gutsbesitzers Karl Paus (* 1902). Er war Urgroßvater des Stahlgroßhändlers Per Paus (* 1910), des Generals Ole Paus (1910–2003), des Gutsbesitzers Christopher Paus (* 1941) und des Gutsbesitzers Greger Paus (* 1943). Zu seinen Nachkommen zählen auch der Sänger Ole Paus (1947–2023), der Reeder und Investor Christopher Paus (* 1943), der Ölinvestor Peder Paus (* 1945), der Gutsbesitzer Fredric Paus (* 1971) und die Reeder (Wilh. Wilhelmsen) Pontine Paus (* 1973) und Olympia Paus (* 1976) sowie der Komponist Marcus Paus (* 1979).